# Nekrassowo (Kaliningrad, Polessk)
Nekrassowo (russisch Некрасово, deutsch Groß Scharlack) ist ein Ort in der russischen Oblast Kaliningrad. Er gehört zur kommunalen Selbstverwaltungseinheit Stadtkreis Polessk im Rajon Polessk.

## Geographische Lage
Nekrassowo liegt acht Kilometer südwestlich der Stadt Polessk (Labiau) an der Regionalstraße 27A-028 (ex R512) im Abschnitt zwischen Brigadnoje (Theut) und Slawinsk (Goldbach). Die nächste Bahnstation ist Slawjanskoje (Pronitten) an der Bahnstrecke Kaliningrad–Sowetsk (Königsberg–Tilsit).

## Geschichte
Das um 1332 gegründete Dorf Scharlauck wurde am 9. April 1874 Amtsdorf und damit namensgebend für den neu errichteten Amtsbezirk Scharlack, der bis 1945 zum Kreis Labiau im Regierungsbezirk Königsberg der preußischen Provinz Ostpreußen gehörte. Im Gutsbezirk Groß Scharlack lebten im Jahre 1910 157 Einwohner.
Am 30. September 1928 schlossen sich die beiden benachbarten Gutsbezirke Groß Scharlack und Klein Scharlack (gehört heute zu Nachimowo) zur neuen Landgemeinde Scharlack zusammen. Deren Einwohnerzahl betrug im Jahre 1933 312 und 1939 noch 293.
Im Jahre 1945 kam Groß Scharlack mit dem nördlichen Ostpreußen zur Sowjetunion. Im Jahr 1950 erhielt der Ort den russischen Namen Nekrassowo und wurde gleichzeitig dem Dorfsowjet Mordowski selski Sowet, dem späteren Tjuleninski selski Sowet, im Rajon Polessk zugeordnet. Später gelangte der Ort in den Slawjanski selski Sowet. Von 2008 bis 2016 gehörte Nekrassowo zur Landgemeinde Turgenewskoje selskoje posselenije und seither zum Stadtkreis Polessk.

### Amtsbezirk Scharlack (1874–1945)
Der am 9. April 1874 errichtete Amtsbezirk Scharlack bestand anfangs aus neun Landgemeinden (LG) bzw. Gutsbezirken (GB):
| Name                   | Russischer Name | Bemerkungen                                  |
| ---------------------- | --------------- | -------------------------------------------- |
| Groß Scharlack (GB)    | Nekrassowo      | 1928 in „Landgemeinde Scharlack“ umgewandelt |
| Kapstücken (GB)        | Tulskoje        | 1928 in eine „Landgemeinde“ umgewandelt      |
| Klein Scharlack (GB)   | Jermolowo       | 1928 in die LG Scharlack eingegliedert       |
| Klein Sittkeim (LG)    | Kustowka        | 1939 in die LG Lindenau eingegliedert        |
| Lindenau (LG)          | Kustowka        |                                              |
| Poßritten (LG)         | Dawydowka       |                                              |
| Reißdorf (GB)          |                 | 1928 in die LG Kapstücken eingegliedert      |
| Schakaulack (GB)       | Malaja Lipowka  | 1928 in eine „Landgemeinde“ umgewandelt      |
| (Adlig) Wißritten (GB) | Kustowka        | 1928 in die LK Kapstücken eingegliedert      |

Aufgrund der strukturellen Veränderungen bildeten am 1. Januar 1945 lediglich noch vier Gemeinden den Amtsbezirk: Kapstücken, Lindenau, Poßritten und Scharlack.

## Kirche
Mit seinen mehrheitlich evangelischen Einwohnern gehörte Groß Scharlack (wie auch die Landgemeinde Scharlack mit dem eingemeindeten Klein Scharlack) vor 1945 zum Kirchspiel der Kirche Groß Legitten (russisch: Turgenewo) im Kirchenkreis Labiau in der Kirchenprovinz Ostpreußen der Kirche der Altpreußischen Union. Dieser Bezug ist auch für Nekrassowo geblieben, seit sich in den 1990er Jahren in Turgenewo wieder eine evangelisch-lutherische Gemeinde bildete. Sie ist eine Filialgemeinde der Auferstehungskirche in Kaliningrad (Königsberg) in der Propstei Kaliningrad der Evangelisch-lutherischen Kirche Europäisches Russland.